# A History of Scotland
A History of Scotland is een documentaireserie van de Britse omroep BBC Scotland die voor het eerst werd uitgezonden in 2008 en 2009. In twee seizoenen werden in totaal tien afleveringen gemaakt, gepresenteerd door de archeoloog Neil Oliver, die de geschiedenis van Schotland vertelden van het Koninkrijk Schotland tot heden.
Rond de serie verzorgde de BBC enkele radioprogramma's, een nieuwe website, een interactieve game en concerten. Neil Oliver schreef een boek bij de serie. BBC Scotland noemde het zelf een van haar meest ambitieuze projecten. Met het project was meer dan 2 miljoen pond gemoeid.
De twee series werden vanaf november 2008, respectievelijk november 2009 voor het eerst uitgezonden bij BBC One Scotland en later overgenomen door BBC Two en het Australische SBS One.
Op de website van de BBC werd door kijkers gewezen op fouten die in de serie zaten en enkele deskundigen vonden de serie anglocentrisch.